# Robert Fulton

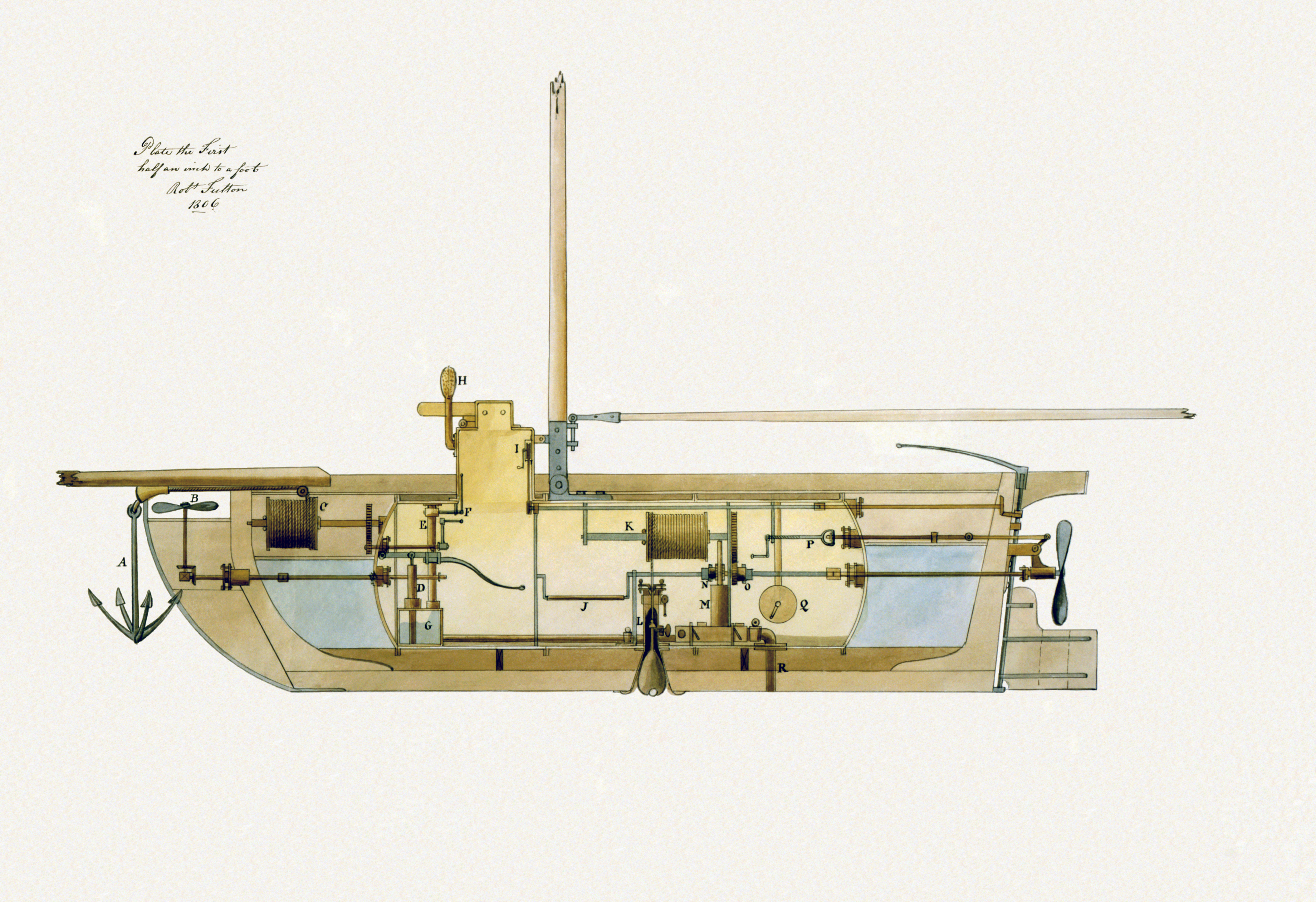
Ilustracja okrętu podwodnego z 1806

Robert Fulton (ur. 14 listopada 1765 w Little-Britain w Pensylwanii, zm. 24 lutego 1815 w Nowym Jorku) – amerykański inżynier i wynalazca, konstruktor pierwszego statku parowego. Studiował malarstwo w Londynie (jest autorem miniatur), później zajął się konstruowaniem statków. W latach 1798–1801 zbudował jedne z pierwszych okrętów podwodnych – trzy napędzane ręcznie za pomocą śruby Nautilusy. Według niektórych źródeł Fulton zbudował Nautilusa w oparciu o projekt polskiego lekarza Jakuba Hoffmanna, który chciał użyć łodzi podwodnej w celu uwolnienia Tadeusza Kościuszki z rosyjskiego więzienia.  W 1802 pierwszy statek parowy konstrukcji Fultona został przetestowany w Anglii – Clermont. W 1807 zbudował pierwszy parowy statek pasażerski North River Steamboat, a w latach 1812–1814 pierwszy okręt o napędzie parowym.  Został pochowany na cmentarzu przy Trinity Church w Nowym Jorku.